# Xu Nuo (Freestyle-Skierin)
Xu Nuo (* 10. Juli 1996) ist eine chinesische Freestyle-Skierin. Sie ist auf die Disziplin Aerials (Springen) spezialisiert.

## Biografie
Xu startete international erstmals bei den Juniorenweltmeisterschaften 2014 in Chiesa in Valmalenco und belegte dabei den 13. Platz. Ihr Debüt im Freestyle-Skiing-Weltcup hatte sie im Dezember 2014 in Peking, das sie auf dem 11. Platz beendete. Bei der Winter-Universiade 2017 in Almaty sprang sie auf den sechsten Platz. In der Saison 2018/19 kam sie bei drei Weltcupteilnahmen, zweimal unter den ersten Zehn. Dabei erreichte sie mit Platz drei in Lake Placid ihre erste Podestplatzierung im Weltcup und zum Saisonende den 11. Platz im Aerials-Weltcup. Beim Saisonhöhepunkt, den Weltmeisterschaften 2019 in Park City, errang sie den 16. Platz. Anfang März 2019 wurde sie Siebte bei der Winter-Universiade in Krasnojarsk. In der folgenden Saison erreichte sie mit fünf Top-Zehn-Platzierungen, den achten Platz im Aerials-Weltcup.

## Erfolge

### Weltmeisterschaften
- Park City 2019: 16. Aerials

### Weltcupwertungen
| Saison  | Gesamt | Gesamt | Aerials | Aerials |
| Saison  | Platz  | Punkte | Platz   | Punkte  |
| ------- | ------ | ------ | ------- | ------- |
| 2014/15 | 68.    | 14,29  | 21.     | 100     |
| 2015/16 | 142.   | 3,17   | 29.     | 19      |
| 2016/17 | 141.   | 5,86   | 28.     | 41      |
| 2017/18 | 162.   | 4,83   | 34.     | 29      |
| 2018/19 | 50.    | 24,2   | 11.     | 121     |
| 2019/20 | 45.    | 25,43  | 8.      | 178     |

### Universiade
- Almaty 2017: 6. Aerials
- Krasnorjarsk 2019: 7. Aerials